# González (Colômbia)
González é um município da Colômbia, localizado no departamento de Cesar.